# Бельгия на зимних Олимпийских играх 1984
Бельгия принимала участие в Зимних Олимпийских играх 1984 года в Сараево (Югославия) в двенадцатый раз за свою историю, но не завоевала ни одной медали. Сборную страны представляли 4 человека: двое мужчин и две женщины. Они соревновались в фигурном катании и горнолыжном спорте.

## Состав сборной
Самой молодой участницей сборной была 18-летняя фигуристка Кэтрин Пауэлс, самой старшей участницей была 28-летняя горнолыжница Мишель Брижит Домбар. Флаг на церемонии открытия Игр нёс горнолыжник Хенри Моллин.

## Результаты
Лучший результат: 16 место в фигурном катании.

### Горнолыжный спорт

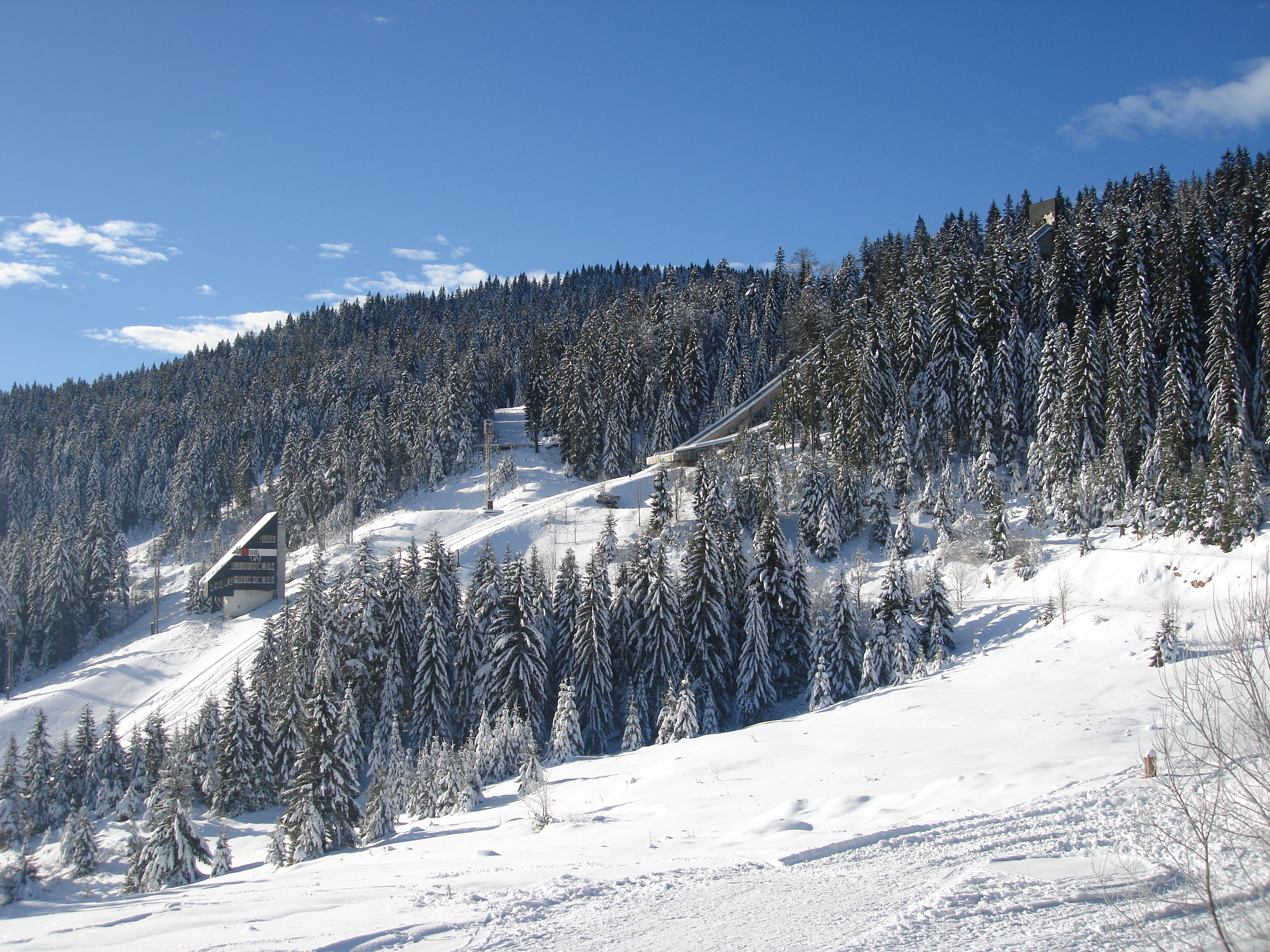
Гора Игман, на которой проходили соревнования

Соревнования прошли с 13 по 19 февраля на горе Игман к юго-западу от Сараево. Было разыграно 6 комплектов наград, в следующих дисциплинах: слалом, гигантский слалом и скоростной спуск у мужчин и женщин.
Мужчины
| Спортсмен    | Соревнование      | 1 заезд        | 1 заезд | 2 заезд        | 2 заезд | Итог           | Итог  |
| Спортсмен    | Соревнование      | Время          | Место   | Время          | Место   | Время          | Место |
| ------------ | ----------------- | -------------- | ------- | -------------- | ------- | -------------- | ----- |
| Хенри Моллин | Скоростной спуск  |                |         |                |         | 1:55.72        | 46    |
| Пьер Кукеле  | Скоростной спуск  |                |         |                |         | 1:52.40        | 40    |
| Хенри Моллин | Гигантский слалом | не финишировал | -       | -              | -       | не финишировал | -     |
| Пьер Кукеле  | Гигантский слалом | 1:28.71        | 35      | 1:29.88        | 37      | 2:58.59        | 35    |
| Пьер Кукеле  | Слалом            | не финишировал | -       | -              | -       | не финишировал | -     |
| Хенри Моллин | Слалом            | 1:00.07        | 34      | не финишировал | -       | не финишировал | -     |

Женщины
| Спортсменка          | Соревнование      | 1 заезд | 1 заезд | 2 заезд | 2 заезд | Итог    | Итог  |
| Спортсменка          | Соревнование      | Время   | Место   | Время   | Место   | Время   | Место |
| -------------------- | ----------------- | ------- | ------- | ------- | ------- | ------- | ----- |
| Мишель Брижит Домбар | Скоростной спуск  |         |         |         |         | 1:18.92 | 27    |
| Мишель Брижит Домбар | Гигантский слалом | 1:15.85 | 45      | 1:18.94 | 37      | 2:34.79 | 37    |

### Фигурное катание

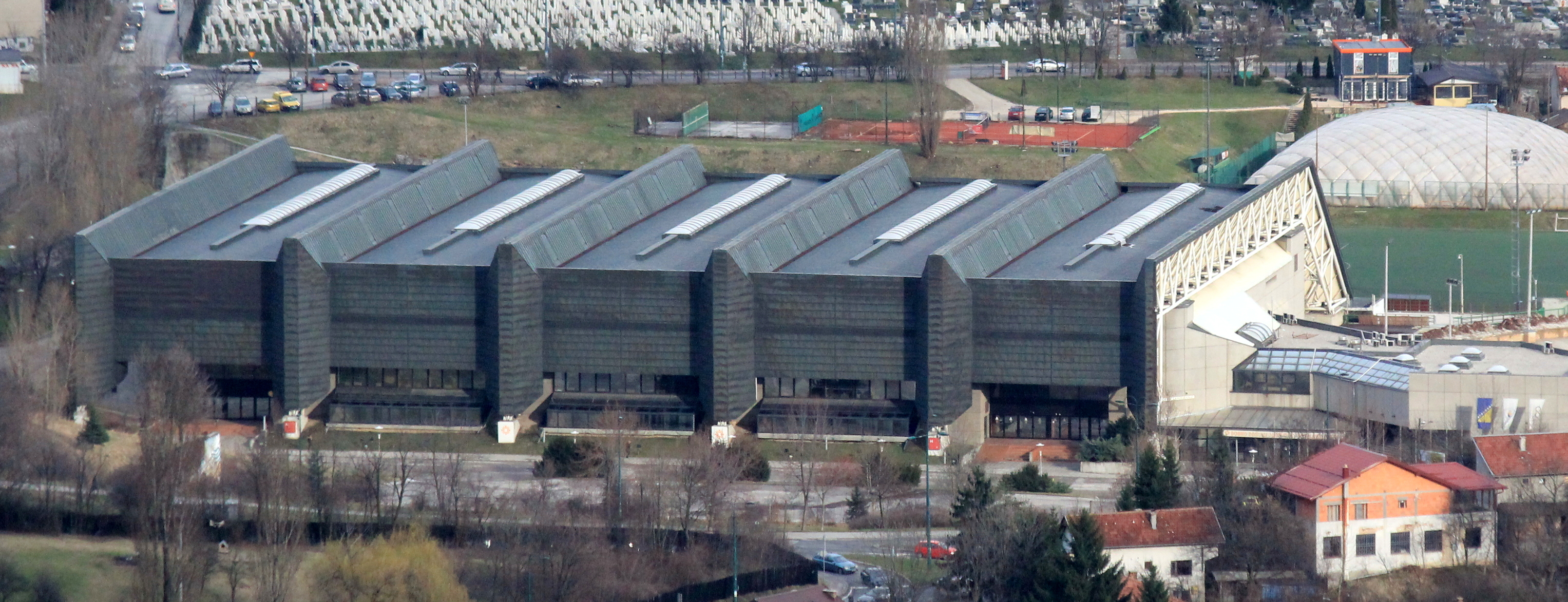
Ледовый дворец «Hala Zetra» в Сараево.

Соревнования проходили в Ледовом дворце Зетра.
| Спортсменка   | CF | SP | FS | TFP  | Место |
| ------------- | -- | -- | -- | ---- | ----- |
| Кэтрин Пауэлс | 14 | 16 | 18 | 32.8 | 16    |